# Gabriel da Silva (Schauspieler)

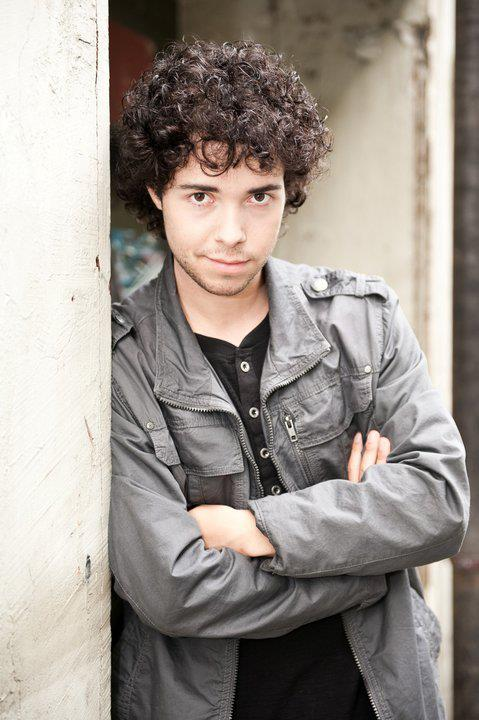
Gabriel da Silva

Gabriel da Silva (* 17. November 1988 in Zürich) ist ein Schweizer Schauspieler und Filmemacher.

## Leben
Da Silva wurde am 17. November 1988 in Zürich geboren. Da sein Vater Brasilianer und seine Mutter Schweizerin ist, wuchs er zweisprachig auf mit Schweizerdeutsch und Portugiesisch. Bis zu seinem 8. Lebensjahr lebte er in Zürich, danach zogen seine Eltern nach Curitiba in Brasilien, wo er 5 Jahre die Schweizerschule Curitiba besuchte. Im Jahr 2001 kehrte er in die Schweiz zurück.
Von 2009 bis 2012 besuchte er die Schauspielschule in Zürich und anschließend das Zentrum für Entwicklung im Schauspiel (ZES). Zwischenzeitlich belegte er zwischen 2009 und 2013 mehrere Kurse in „Method Acting“ und „Camera Acting“, teilweise ebenfalls am ZES.
2013 spielte da Silva in der Flashback-Szene den jungen Paul Odermatt in der SRF-Krimiserie Der Bestatter mit Mike Müller.
Der Schauspieler hatte in diversen Kurzfilmen Haupt- und Nebenrollen und war in Kinofilmen und TV-Werbespots zu sehen. 2003 war er am „English Theater Zurich“ als Hotelmanager in The last Dinner zu sehen.
Im August 2013 spielte da Silva anlässlich des Wettbewerbs „One Hollywood Classic“ innerhalb des „One Minute Film Festival“ in Aarau, die Rolle des Don Vito Corleone aus der Literaturverfilmung Der Pate. Unter acht Bewerbern belegte er den zweiten Platz. 2015 nahm er erneut Teil und gewann diesmal den Publikumspreis.
2016 wurde da Silvas erstes Spielfilm-Drehbuch Der lautlose Schrei verfilmt. Er spielte die Hauptrolle und führte dabei Regie. Darin geht es um das Thema Mobbing an Schulen sowie einem Schul-Amoklauf. Der Thurgauer Schriftsteller und Schauspieler Hans Gysi spielt im Film eine Lehrkraft.
Da Silva besitzt neben der schweizerischen auch die brasilianische Staatsangehörigkeit. Er lebt in Zürich.

## Filmografie (Auswahl)
- 2017: Der lautlose Schrei
- 2016: Transcending – The Beginning of Josephine
- 2016: Durch die Nacht
- 2014: Niemandskind
- 2013: Der Bestatter
- 2012: Dead Fucking Last

Kurzfilme
- 2009: Paradise
- 2010: Kupler – Amor
- 2010: Le Nouveau
- 2010: Zitrus
- 2011: Undead Apokalypse
- 2011: Une Rencontre Explosive
- 2011: Heavy Luggage
- 2011: Stimmen Sehen
- 2012: Der Anfang
- 2012: Joe
- 2013: Scheinwelten

Musikvideos
- 2013: Musique en Route (Band)
- 2010: Proud 2 Be

## Auszeichnungen (Auswahl)
- 2015: Publikumspreis am International One Minute Film Festival in Aarau